# 汶上県
汶上県（ぶんじょう-けん）は、中華人民共和国山東省済寧市に位置する県。儒家文化の色濃く残る県で、唐代の文廟建築群や南旺分水竜王廟などが現在も残っている。

## 歴史
漢の宣帝の甘露2年（紀元前52年）前後に兗州東平国に属する平陸県が置かれこれが汶上県の始まりである。三国時代には兗州東平国東平陸県となる。南北朝時代には平陸県から東平県に改称、隋初には平陸県と改称された。唐の天宝元年（742年）3月には中都県と改称された。金の貞元元年（1153年）には汶陽県と改称された。金の泰和8年（1208年）に「汶水在上（北）」の意より汶上県と改称され現在に至る。明には県域は現在の2.5倍あった。人口73万（2003年時点）高知県（72.8万）と相当する。

## 行政区画
下部に3街道、11鎮、1郷を管轄する。
- 街道:中都街道、汶上街道、南站街道
- 鎮:南旺鎮、次丘鎮、寅寺鎮、郭楼鎮、康駅鎮、苑荘鎮、義橋鎮、郭倉鎮、白石鎮、楊店鎮、劉楼鎮
- 郷:軍屯郷